# Йосиф Ангелов
Йосиф Ангелов е български офицер, (майор), участник в Сръбско-българската война (1885).

## Биография
Йосиф Ангелов е роден на 22 юни 1857 година в гр. Кюстендил. Завършва местното класно училище в родния си град. Избран е за юнкер в първия випуск на Военното училище в София (7.12.1878), където се обучава от рески офицери. Назначен е във 2-ра пеша Кюстендилска дружина на 10 май 1879 г. Служи във 2-ри пеши струмски полк.
През Сръбско-българската война (1885) е назначен за командир на Кюстендилския военен отряд (в състав от 2554 опълченци-доброволци), който под негово командване взема участие в контранастъплението на българската армия при с. Извор, Босилеградско. За успешни бойни действия е награден с орден „За храброст“ (IV ст.) и сребърен паметен медал.
Взема участие в детронацията на Александър I Батенберг. След контрапреврата е уволнен от армията (22 септември 1886). Отново е назначен в 14-и пехотен македонски полк (1891). Заради демократични възгледи и конфликти с княз Фердинанд I е уволнен окончателно през 1899 г. В родния си град развива народополезна и обществена дейност.
Къщата му в гр. Кюстендил, на ул. Цар Освободител № 81, наречена „Майорската къща“, е обявена за паметник на културата и е реставрирана през 1969 г. В нея е уредена етнографска експозиция. В края на 90-те години на ХХ век къщата е реституирана от неговите наследници.
През 1899 г. е уволнен от служба.

## Военна служба
13.08.1878 – Софийска пеша дружина;
1879 – 2-ра пеша дружина;
1884 – 2-ри пехотен струмски полк;
11.1885 – Командир на Кюстендилския отряд;
1886 – Командир на 1-ва дружина на 2-ри пехотен полк;
1891 – 1899 – Командир на дружина в 14-и пехотен полк;
Командир на дружина в 13-и пехотен полк;
Командир в 6-и пехотен полк и в 30-и пехотен полк;

## Военни звания
- Прапоршчик (10 май 1879)
- Подпоручик (1 ноември 1879, преименуван)
- Поручик (30 август 1882)
- Капитан (30 август 1885)
- Майор (1892)

## Награди
- Военен орден „За храброст“ IV степен